# Bộ hiệu chuẩn rung

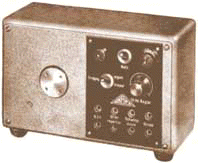
Vibration calibrator khoảng năm 1960

Bộ hiệu chuẩn rung  (Vibration calibrators) là các thiết bị cơ điện cho phép hiệu chuẩn cảm biến rung và dụng cụ đo lường theo các tiêu chuẩn có thể theo dõi. Chúng tạo ra tín hiệu rung cơ học hình sin với biên độ và tần số đã biết. Bộ phận rung của thiết bị thường là một hình trụ thép với một sợi bên trong để gắn vào đối tượng thử nghiệm. Hệ thống thiết bị truyền động điện động lực học hoặc áp điện được sử dụng để tạo ra các rung động. Với các thiết bị cũ, cần điều chỉnh biên độ rung theo trọng lượng của đối tượng thử nghiệm. Tuy nhiên, các thiết bị hiện đại có chứa tham chiếu tích hợp gia tốc và điều khiển vòng kín, mà biên độ được giữ liên tục với trọng lượng tối đa được chỉ định của đối tượng thử nghiệm. Các mô hình cũ hơn có thể được sử dụng để hiệu chuẩn các đối tượng có trọng lượng lên đến tối đa khoảng 100  g, trong khi các thiết bị mới nhất có thể hoạt động ổn định với các đối tượng thử có trọng lượng trên 500 g .

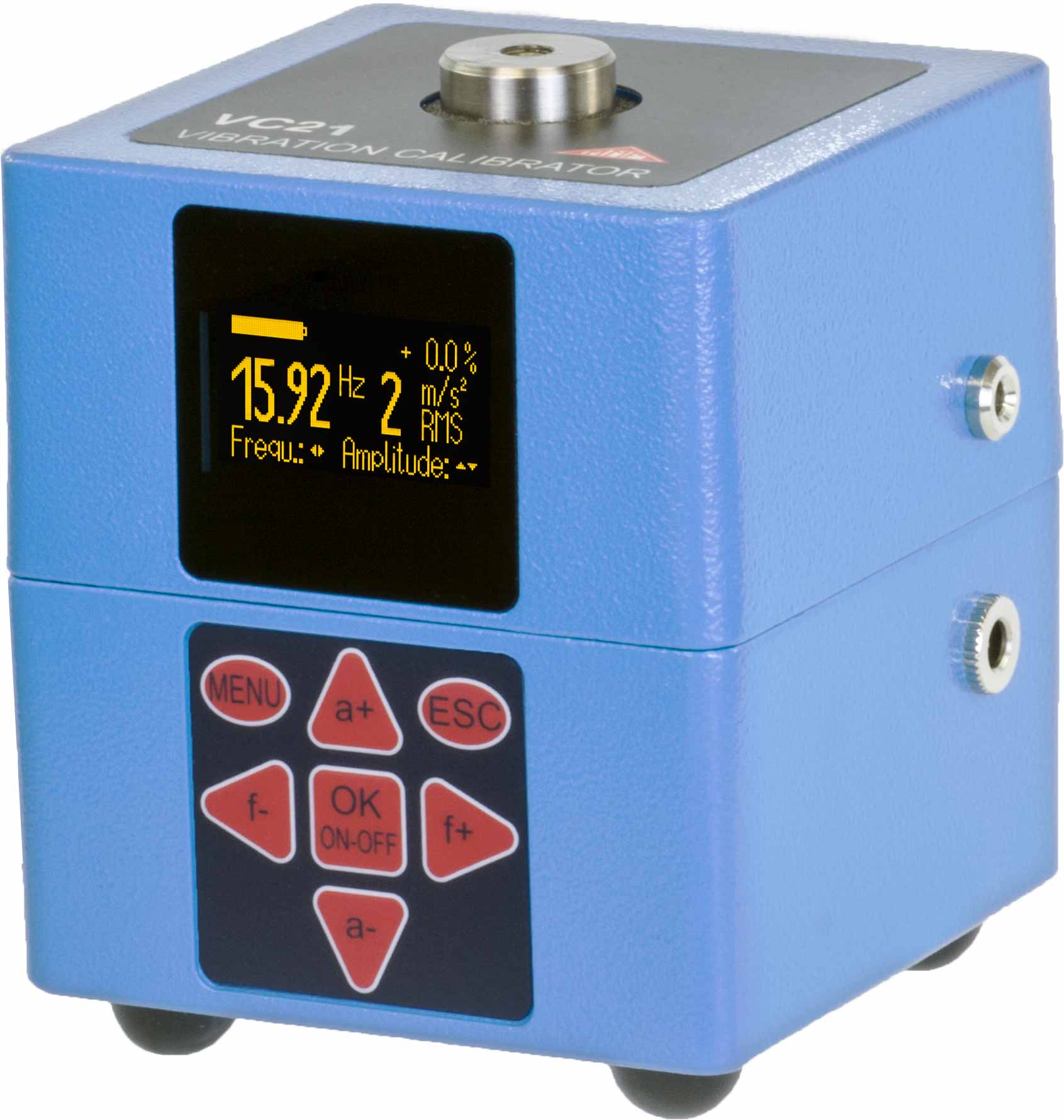
Bộ hiệu chỉnh rung hiện đại cho tần số từ 16 - 1280 Hz

Bộ hiệu chuẩn rung thường được sử dụng để thử nghiệm và kiểm tra cảm biến rung và dụng cụ đo tại vị trí hoạt động của chúng và do đó, thường vận chuyển và hoạt động bằng pin.
Tần số rung thường xảy ra nhất của mẫu chuẩn là 159.2 Hz, tương đương với tần số góc là 1000 rad/s. Chuyển động rung, vận tốc và gia tốc của các tín hiệu hình sin được kết nối với nhau thông qua hệ số của tần số radian. Lợi thế, tại 1000 rad/s các giá trị số của biên độ cho cả ba đại lượng rung đều giống nhau. Ví dụ: gia tốc rung là 10 m/s² tại 159.2 Hz tương đương với vận tốc rung 10 mm/s và độ dịch chuyển rung là 10 µm.
Với một số thiết bị có thể lựa chọn giữa một số tần số hoặc để xác định một dải tần số cụ thể. Tần số trong khoảng 16 Hz và 10 kHz thường phổ biến trên thị trường.
Thỉnh thoảng, bộ hiệu chuẩn rung cũng chứa tín hiệu điều hòa để kết nối với nhiều loại cảm biến rung khác nhau, và thêm một màn hình để đọc độ nhạy.